# Ekvoles Evrota, Periochi Vrontama Kai Thalassia Periochi Lakonikou Kolpou
Ekvoles Evrota, Periochi Vrontama Kai Thalassia Periochi Lakonikou Kolpou este o arie protejată (arie specială de conservare — SAC, sit de importanță comunitară — SCI) din Grecia întinsă pe o suprafață de 10.628,04 ha, integral pe uscat.

## Localizare
Centrul sitului Ekvoles Evrota, Periochi Vrontama Kai Thalassia Periochi Lakonikou Kolpou este situat la coordonatele 36°49′29″N 22°40′55″E / 36.824811°N 22.681884°E.

## Înființare
Situl Ekvoles Evrota, Periochi Vrontama Kai Thalassia Periochi Lakonikou Kolpou a fost declarat sit de importanță comunitară în aprilie 1997 pentru a proteja 12 specii de animale. Situl a fost protejat și ca arie specială de conservare în martie 2011.

## Biodiversitate
Situată în ecoregiunile marină mediteraneană și mediteraneană, aria protejată conține 9 habitate naturale: Vegetație anuală la limita mareei, Pășuni mediteraneene udate de apa mării (Juncetalia maritimi), Dune mobile cu vegetație embrionară, Dune mobile de-a lungul țărmului cu Ammophila arenaria („dune albe”), Râuri mediteraneene cu debit permanent cu specii de Paspalo-Agrostidion și galerii riverane de Salix și de Populus alba, Sarcopoterium spinosum phryganas, Pajiști umede mediteraneene cu ierburi înalte de Molinio-Holoschoenion, Galerii de Salix alba și de Populus alba, Galerii și tufărișuri riverane sudice (Nerio-Tamaricetea și Securinegion tinctoriae).
La baza desemnării sitului se află mai multe specii protejate:
- mamifere (1): vidră de râu (Lutra lutra)
- pești (3): Pelasgus laconicus, Squalius keadicus, Tropidophoxinellus spartiaticus
- reptile (8): Caretta caretta, Chelonia mydas, șarpele cu patru dungi (Elaphe quatuorlineata), țestoasa de baltă (Emys orbicularis), Mauremys rivulata, țestoasă bănățeană (Testudo hermanni), Testudo marginata, elaphe situla (Zamenis situla)

Pe lângă speciile protejate, pe teritoriul sitului au mai fost identificate 4 specii de amfibieni, 4 specii de mamifere, 13 specii de reptile.